# Niccolò Biddau
Niccolò Biddau (Torino, 1966) è un fotografo italiano conosciuto per la sua fotografia in bianco e nero sull'industria, architettura e scultura.

## Biografia
Biddau ha mosso i primi passi nel mondo della fotografia ispirato dalla passione paterna. Dopo gli studi liceali e la laurea con una tesi in storia contemporanea, ha iniziato con reportage in Estremo Oriente e America Latina, per poi sperimentare la fotografia di nudo e di moda. Dal 1998, la sua attenzione si è spostata sui paesaggi urbani, specialmente in bianco e nero, sviluppando un linguaggio visivo distintivo e apprezzato a livello internazionale.
Le fotografie di Biddau vanno oltre la semplice immagine, dando vita a un dialogo tra arte e osservatore, una danza di luci e ombre che racconta narrazioni senza tempo.
Specializzato in fotografia di design, fotografia industriale e fotografia di architettura, ha arricchito collezioni museali e private con opere esposte in mostre, fiere e gallerie, e riconosciute con premi nazionali e internazionali. Nel 2007 ha fondato "Photo Publisher", una piattaforma di direzione creativa che riunisce un team di professionisti per la realizzazione di progetti editoriali, mostre e allestimenti di interior design. Grazie alla sua lente, oltre 600 realtà industriali italiane sono state immortalate, testimoniando l’eccellenza del Made in Italy e dell'industrial design. Ha collaborato con istituzioni e aziende di primo piano nel panorama italiano e internazionale.
La fotografia di Biddau va oltre la mera tecnica, trasformandosi in narrazione visiva che parla direttamente all'anima. Ogni suo scatto diventa una storia, un racconto di emozioni impresse nella luce e nelle forme.
Per Biddau, ogni fotografia è una storia visiva. Non si limita a ritrarre ciò che è visibile, ma cattura l'essenza emotiva del soggetto, creando immagini che dialogano in profondità con chi le osserva.
In ogni progetto si percepisce un'instancabile ricerca della perfezione. Dalle composizioni alle luci, dalla scelta delle location alla definizione dei soggetti: ogni dettaglio è curato con meticolosità. Questo impegno costante verso l'eccellenza rende unico il suo lavoro. L’estrema attenzione ai particolari e l'uso di composizioni inaspettate invitano l’osservatore a scoprire storie celate, momenti sospesi nel tempo. Così, ogni scatto regala una prospettiva insolita, rivelando quegli elementi che spesso sfuggono all’occhio nudo.
Il focus sul design, sulle forme scultoree e sulle architetture dà vita a immagini in cui la staticità diventa fonte di meraviglia. Portare alla luce dettagli spesso nascosti è un elemento centrale della sua visione artistica: ogni fotografia invita a esplorare l’oggetto sotto una nuova luce, apprezzandone l’autentica bellezza.
Infondere una prospettiva personale in ogni scatto trasforma ogni immagine in un’opera d'arte. Questa sensibilità rende le fotografie capaci di parlare non solo agli occhi, ma anche al cuore, suscitando emozioni profonde e autentiche.

## Libri
- 2024 - I cortili di Milano - PHOTO publisher
- 2023 - Design Made in Italy (seconda edizione) - PHOTO publisher
- 2022 - Design Made in Italy - PHOTO publisher
- 2020 - Da Cent’anni nel futuro, Confindustria Como
- 2018 - CHANGING MILANO - PHOTO publisher
- 2015 - Effetto Resilienza - 24 Ore Cultura
- 2012 - Industria (seconda edizione) - PHOTO publisher
- 2011 - Industria - PHOTO publisher
- 2007 - Piemonte Industria. Un secolo di lavoro in fotografia - PHOTO publisher
- 2007 - Cultura d'impresa in Lombardia. Un secolo di lavoro in fotografia - PHOTO publisher
- 2006 - Sculture ritrovate dell'AEM - Federico Motta Editore
- 2005 - Gli Uomini, il lavoro, la fabbrica - Federico Motta Editore
- 2004 - Lombardia Industria - SAN Editrice
- 2003 - Palazzo Mezzanotte. Viaggio nel luogo simbolo della finanza italiana - SAN Editrice
- 2002 - Piemonte Industria - SAN Editrice
- 2002 - Gli Spazi della Parola - Elede Editrice
- 1999 - Torino dalle 18 alle 20 - SAN Editrice

## Premi
- 2013 - European Photo Book of the Year Awards (Europe), vincitore con la monografia INDUSTRIA
- 2012 - Black and White Spider Awards (Los Angeles-USA; London-UK), due nomination per le categorie Abstract e Still Life[1]
- 2011 - Black and White Spider Awards  (Los Angeles-USA; London-UK, tre nomination per le categorie Abstract e Still Life[2])
- 2010 - Black and White Spider Awards  (Los Angeles-USA; London-UK, Outstanding Achievement, vincitore della categoria "Still Life"[2][3])
- 2009 - International Photography Awards (Los Angeles - USA), menzione d'onore per la categoria "Industrial"
- 2009 - Premio Mar del Plata Città delle Idee (Mar del Plata - Argentina), premio del Consolato Italiano Mar del Plata per la mostra Piemonte Industria
- 2008 - PremioFotografico (Milano - Italia), Premio della qualità creativa nelle fotografia professionale italiana, vincitore della categoria Interior Design e "Architettura"
- 2008 - Premio Orvieto Fotografia (Orvieto - Italia), miglior progetto fotografico a Cultura d'impresa in Lombardia
- 2006 - Premio Orvieto Fotografia (Orvieto - Italia), primo classificato "Sezione Libro Storico" a Gli uomini, il lavoro, la fabbrica
- 2005 - Premio Orvieto Fotografia (Orvieto - Italia), miglior libro fotografico in assoluto e Premio Speciale a Lombardia Industria
- 2005 - Orvieto Fotografia Professional Photography Awards (Orvieto - Italia) menzione speciale nella categoria "Fotografia Commerciale"
- 2003 - Premio Fotopadova (Padova - Italia), menzione Speciale come "Miglior libro fotografico italiano per Piemonte Industria”

## Mostre
- 2019 - MIA Photo Fair, 29 ARTS IN PROGRESS Gallery (Milano, Italia)
- 2019 - Le forme rivelate, 29 ARTS IN PROGRESS Gallery (Milano, Italia)
- 2016 - Artefiera, con Fabbrica Eos (Bologna, Italia)
- 2015 - Dall'album al libro fotografico, Foto/Industria 2015, Mast Gallery (Bologna, Italia) - collettiva
- 2015 - L'industria alimentare, Corigliano Calabro Fotografia (Italia)
- 2015 - MIA Photo Fair, con Fabbrica Eos (Milano, Italia)
- 2014 - REW&FFWD, Fabbrica Eos (Milano, Italia) - collettiva
- 2014 - Industria, Palazzo del Monferrato (Alessandria, Italia)
- 2013 - Industria, Triennale (Milano, Italia)
- 2011 - L'estetica della tecnologia, Istituto Italiano di Cultura (San Francisco, USA)
- 2011 - Immagini dall'Archivio Fiat 1980-2010, Museo Fiat (Torino, Italia)
- 2011 - Regioni e Testimonianze d'Italia. Fiat 1899 - 2011 (Roma, Italia)
- 2011 - Piemonte Industria, Design Factory (Bratislava, Repubblica Slovacca)
- 2011 - Piemonte Industria, Východoslovenská galéria (Košice, Repubblica Slovacca)
- 2010 - Cento anni di imprese per l'Italia, Triennale (Milano, Italia) e Ara Pacis (Roma, Italia) - collettiva
- 2010 - Piemonte Industria, Museo ItaloAmericano (San Francisco, USA)
- 2009 - Piemonte Industria, La Fonderie (Bruxelles, Belgio)
- 2009 - Piemonte Industria, Castello San Michele (Cagliari, Italia)
- 2007 - Gli Spazi della Parola, Sinagoga di Alessandria (Italia)
- 2007 - L'estetica della tecnologia, Fiera di Bergamo (Italia)
- 2006 - La fabbrica comunica, Castello di Rivoli (Torino, Italia) - collettiva
- 2005 - Gamberi di Fiume, Galleria Carlina (Torino, Italia) e Space4free (Milano, Italia), collettiva
- 2005 - Lombardia Industria, Convegno dei giovani industriali, Santa Margherita Ligure, (Italia)
- 2004 - Lombardia Industria, Palazzo Affari ai Giureconsulti, Milano (Italia)
- 2003 - Torino Incontra…Piemonte Industria, Camera di Commercio (Torino, Italia)
- 2002 - Gli Spazi della Parola, Sinagoga di Torino - Sinagoga di Ivrea - Sinagoga di Casale Monferrato (Italia)
- 2000 - Una visione tra scultura e architettura, Venezia Immagine, Venezia (Italia)

Dal 2003 al 2011 i due progetti fotografici Piemonte Industria e Lombardia Industria, sono stati esposti in diverse città italiane: rispettivamente Verbania (2004), Novara (2005), Torino (2007), Biella (2007 e 2008), Cagliari (2009) e Milano (2004), Santa Margherita Ligure (2005), Brescia (2005), Torino (2006), Bergamo (2009).

Piemonte Industria, inoltre, è stato esposto anche in Argentina (Buenos Aires, Mar del Plata, San Jorge, Santa Fe e altre), Venezuela (Caracas - 2006), Repubblica Slovacca (Bratislava e Kosice - 2011), Belgio (Bruxelles - 2009).